# Minoru Mori
Minoru Mori (森稔, Quioto, 24 de agosto de 1934 — Tóquio, 8 de março de 2012) foi um construtor de prédios e considerado o maior e mais influente de sua área no Japão.  Ele juntou-se aos negócios do seu pai Taikichiro em imobiliária depois de formar-se pela Universidade de Tóquio e foi CEO da companhia Mori até a sua morte. .
Minoru Mori e seu irmão Akira foram listados na Forbes entre os homens mais ricos do mundo. O seu maior projeto é o complexo Roppongi Hills em Tóquio que abriu em 2003. Também iniciou a construção do Shanghai World Financial Center que será o prédio mais alto da Ásia. 